# Gottfried Christian Winckler
Gottfried Christian Winckler (auch Gottfried Christian Winkler, * 19. September 1635 in Brieg; † 4. Juli 1684) war ein deutscher Mediziner, Physicus in Brieg und Leibarzt des Kurfürsten von Brandenburg.

## Leben
Gottfried Christian Winckler war der Sohn des Brieger Arztes Daniel Winkler (1599–1658) aus Reichau bei Nimptsch in Schlesien. Er studierte Medizin und wurde am 30. April 1658 in Heidelberg promoviert.
Anschließend wirkte er als Physicus in Brieg. Später wurde er Rat und Leibarzt des Kurfürsten von Brandenburg.
Am 15. August 1673 wurde Gottfried Christian Winckler unter der Matrikel-Nr. 49 als Mitglied in die Academia Naturae Curiosorum, die heutige Deutsche Akademie der Naturforscher Leopoldina, aufgenommen.

## Schriften
- De morbillis igneis. 1658